# Синчак Анатолій Анатолійович
Анато́лій Анато́лійович Синча́к (30 березня 1972, Снітків, Вінницька обл. — 17 лютого 2015, Дебальцеве, Донецька обл.) — молодший сержант Збройних сил України.

## Життєвий шлях
Закінчив ЗОШ у селі Мошни Черкаського району. Проживав у селі Будо-Орловецька.
У часі війни — молодший сержант 13-го батальйону «Чернігів-1».
Пізно увечері 17 лютого загинув від кульового поранення в голову, намагаючись врятувати свого командира — у бою під Дебальцевим.
На початку березня тіло доправили до села Будо-Орловецька, 5 березня 2015-го з Анатолієм попрощатися вийшло все село.
Без Анатолія лишилися мама, дружина, двоє дітей.

## Нагороди та вшанування
- Указом Президента України № 103/2016 від 21 березня 2016 року — орденом «За мужність» III ступеня (посмертно)[1]
- травнем 2015 року в селі Мошни на фасаді будівлі ЗОШ, де навчався Анатолій Синчак, відкрито меморіальну дошку його честі
- ім'ям Анатолія Синчака названо вулицю в селі Мошни.